# Темкин-Ростовский, Григорий Иванович
Князь Григорий Иванович Темкин-Ростовский — русский военный и государственный деятель, голова и воевода во времена правления Ивана IV Васильевича Грозного.
Из княжеского рода Тёмкины-Ростовские. Младший сын воеводы князя Ивана Ивановича Темки-Ростовского, погибшего в битве под Оршей в 1514 году. Братья — князья Семён, Юрий и Василий Ивановичи.

## Биография
До 1550 года сын боярский князь Григорий Иванович Темкин-Ростовский находился на службе у удельного князя Владимира Андреевича Старицкого, двоюродного брата царя Ивана Грозного. В 1550 году при раздаче поместий в московском уезде, записан в первую статью детей боярских, получил во владение 200 четей.
31 мая 1550 года, будучи третьим в свадебном поезде, присутствовал на свадьбе удельного князя Владимира Андреевича Старицкого с Евдокией Александровной Нагой. В том же году участвовал во втором царском походе на Казанское ханство, во время которого был третьим есаулом.
В 1552 году служил первым воеводой в Туле. В этом году состоялся первый крымский поход: 21 июня князь Григорий Иванович прислал гонцов к царю в Москву с известием о приходе крымской орды под Тулу. Царь Иван Грозный отправил к городу русские полки под командованием П. М. Щенятева, А. М. Курбского и других воевод, а сам стал готовиться на следующий день выступить с главными силами за ними.     22 июня князь Григорий Иванович во главе небольшого гарнизона успешно отразил все вражеские приступы и в этот день он уведомлял Государя, что крымских татар мало и они, разорив окрестности, отступили. 23 июня вновь прислал нового гонца к царю с вестью, что под Тулу подошёл сам крымский хан Девлет Герай с пушками и янычарами. Царь, приказав передовым воеводам переходить р. Оку, во главе русской рати выступил в поход на помощь осажденной Туле. Утром 23 июня крымский хан Девлет Герай, получив сведения о приближении русской армии под командованием царя, снял осаду и отступил с степи. Отряды гарнизона бросился в погоню за отступающей крымской ордой. Русские войска перебили большое количество крымских татар, захватили много пленников и пушки. Среди убитых был знатный крымский мурза, зять хана Девлет Герая. В тот же день прибыли посланные на помощь царские воеводы и разгромили татар на реке Шивороне. Под Каширой царь получил данные о том, что крымский хан разбит и отступил из-под Тулы.
В следующем 1553 году служил первым воеводой в Путивле. 5 ноября того года присутствовал на свадьбе крещённого казанского хана Симеона Касаевича с девицей М. А. Клеопиной-Кутузовой. В 1555 году был головой для посылок в царском походе в Коломну и Тулу против крымских татар. В 1556 году назначен вторым воеводой для вылазок в Казани, в том же году стал там же первым воеводой.
В 1558 году князь Григорий Иванович Темкин-Ростовский участвовал в войне с Ливонским орденом. Вначале находился воеводой во главе рати в Изборске, откуда был отправлен «воевать» близлежащие ливонские владения, чтобы наказать ливонцев за нарушения перемирия во время Великого поста, разорил окрестности Валка, разбил небольшой орденский отряд, захватили четыре пушки и вернулся в Изборск. В октябре того же года отправлен вначале первым воеводой сторожевого полка под Юрьев, а потом во Псков против ливонского магистра. В 1560 году по «крымским вестям» для охранения был отправлен воеводой в Темников. В 1562 году был первым воеводой сторожевого полка в Серпухове, откуда ходил к Мценску против крымских татар. В том же году назначен первым воеводой в Казань.

## Семья
От брака с неизвестной имел детей:
- Иван Григорьевич Темкин-Ростовский — сын боярский и голова. В 1565 году подвергнут опале и сослан в Казанский край. В  1573 году на свадьбе Арцымагнуса и дочери князя Владимира Андреевича Старицкого — княжны Марии Владимировны был тринадцатым в свадебном поезде. В 1579-1581 годах голова у надзирания ночных сторожей, спал в государевом стане в походе на Лифляндию и против поляков. В 1590 году голова у огней в Новгородском походе и под Руговидом.
- Михаил Григорьевич Темкин-Ростовский — дворянин московский и воевода.

## Критика
В Русской родословной книге А.Б. Лобанова-Ростовского указано, что бездетный сын князя Григория Ивановича — князь Иван Григорьевич постригся в 1573 году, что не соответствует приведённым службам у М.Г. Спиридова.